# Cryptohelcostizus maculosus
Cryptohelcostizus maculosus là một loài tò vò trong họ Ichneumonidae.